# 라타샤 로즈
라타샤 로즈(Latarsha Rose, 2000년 1월 1일 ~ )는 미국의 배우, 텔레비전 배우, 영화배우이다.
브루클린에서 태어났다.

## 영화
- 헝거게임: 캣칭 파이어 (2013년)
- 네이버스 (2010년) - 헤리엣 역